# St. Nikolaus (Pfünz)
Koordinaten: 48° 53′ 17,3″ N, 11° 15′ 59,1″ O
Die Kirche St. Nikolaus in Pfünz bei Walting ist eine Filialkirche der Eichstätter Pfarrei Heilige Familie.

## Beschreibung

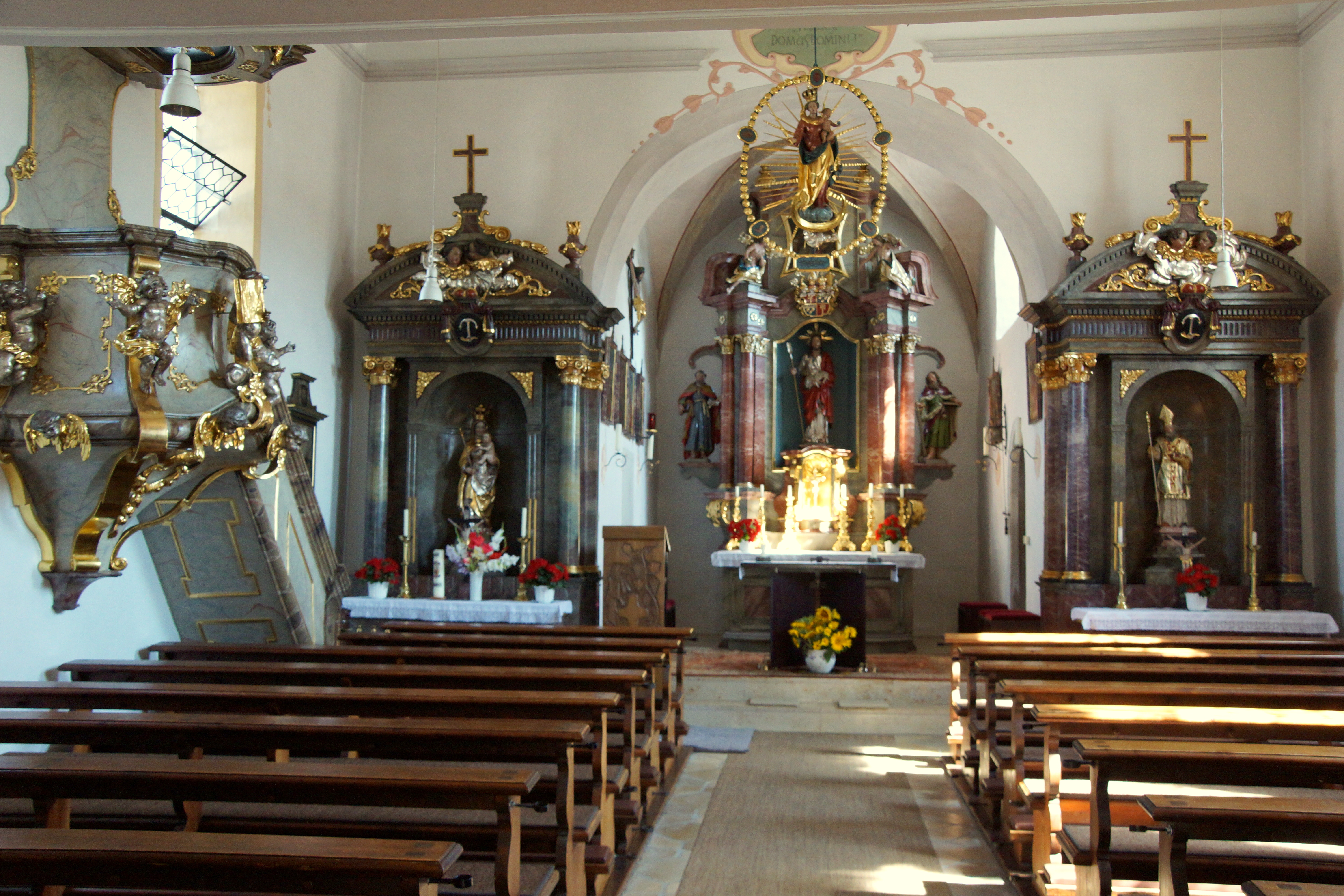
Kircheninneres

Die spätgotische Chorturmkirche wurde erbaut, während Gabriel von Eyb Eichstätter Fürstbischof war (1496–1535). 1728 folgte die Barockisierung der Kirche (Stuck von Franz Xaver Horneis); die Ausstattung ist gotisch, barock und klassizistisch. Die heutige Ausmalung stammt von P. Baumgartner aus Pfaffenhofen aus dem Jahr 1954. Die Kanzel stammt aus dem säkularisierten Kloster Notre Dame in Eichstätt. Der Turm hat ein Satteldach mit zwei Treppengiebeln. Im Turm befinden sich drei Glocken, eine von 1785 vom Glockengießer Matthias Stapf in Eichstätt und zwei aus dem Jahr 1922 vom Bochumer Verein. Pfünz gehörte bis 1975 zur Pfarrei Pietenfeld und seitdem zur Pfarrei Hl. Familie in Eichstätt.
In der Denkmalliste ist sie als Nummer D-1-76-165-44 eingetragen. Dort wird sie wie folgt beschrieben:
Kath. Filialkirche St. Nikolaus, spätgotische Chorturmanlage, 16. Jh., Saalkirche mit Steildach, 1728 barockisiert; mit Ausstattung; Turm mit Treppengiebel; Friedhofsummauerung.

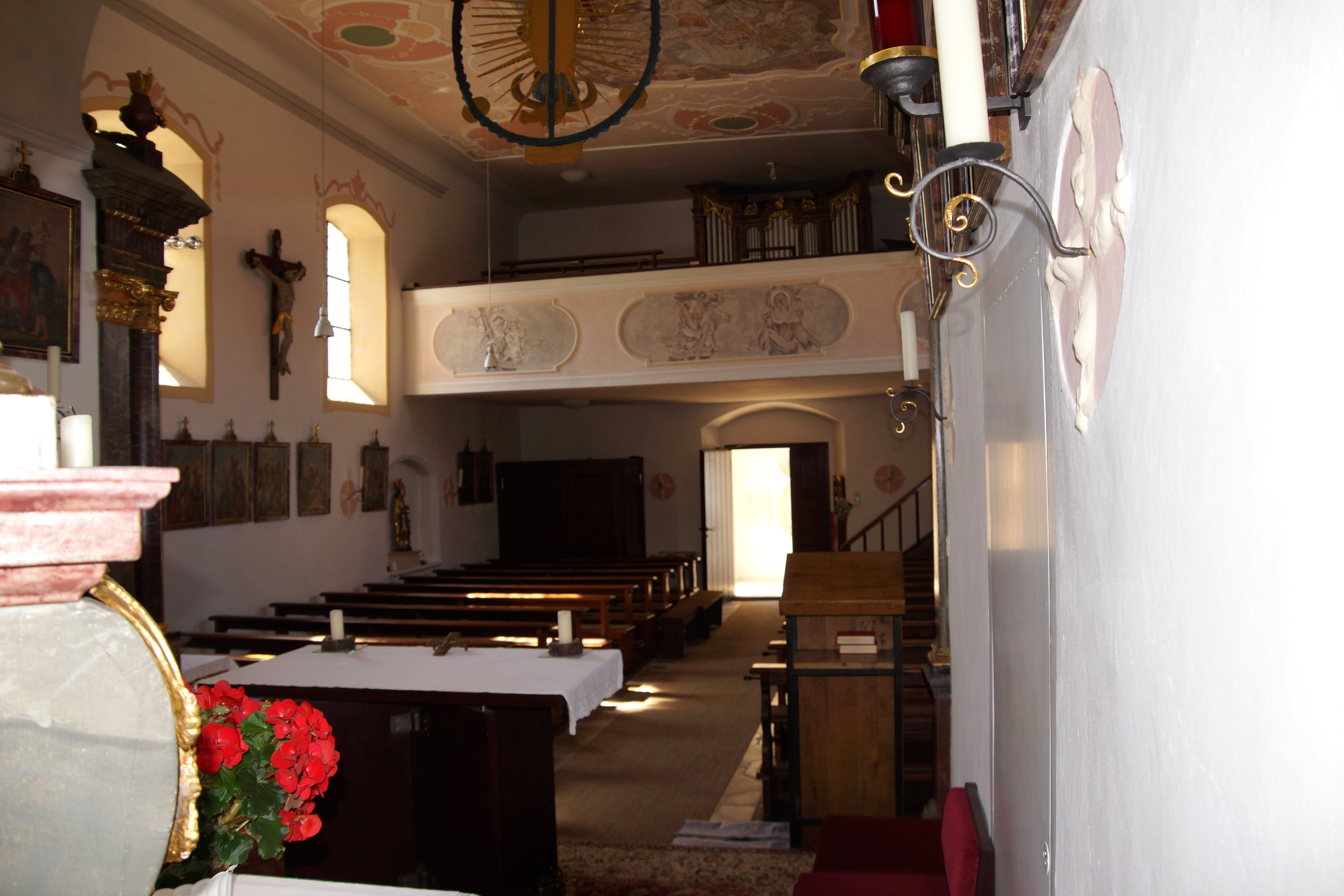
Blick vom Altar auf die Empore
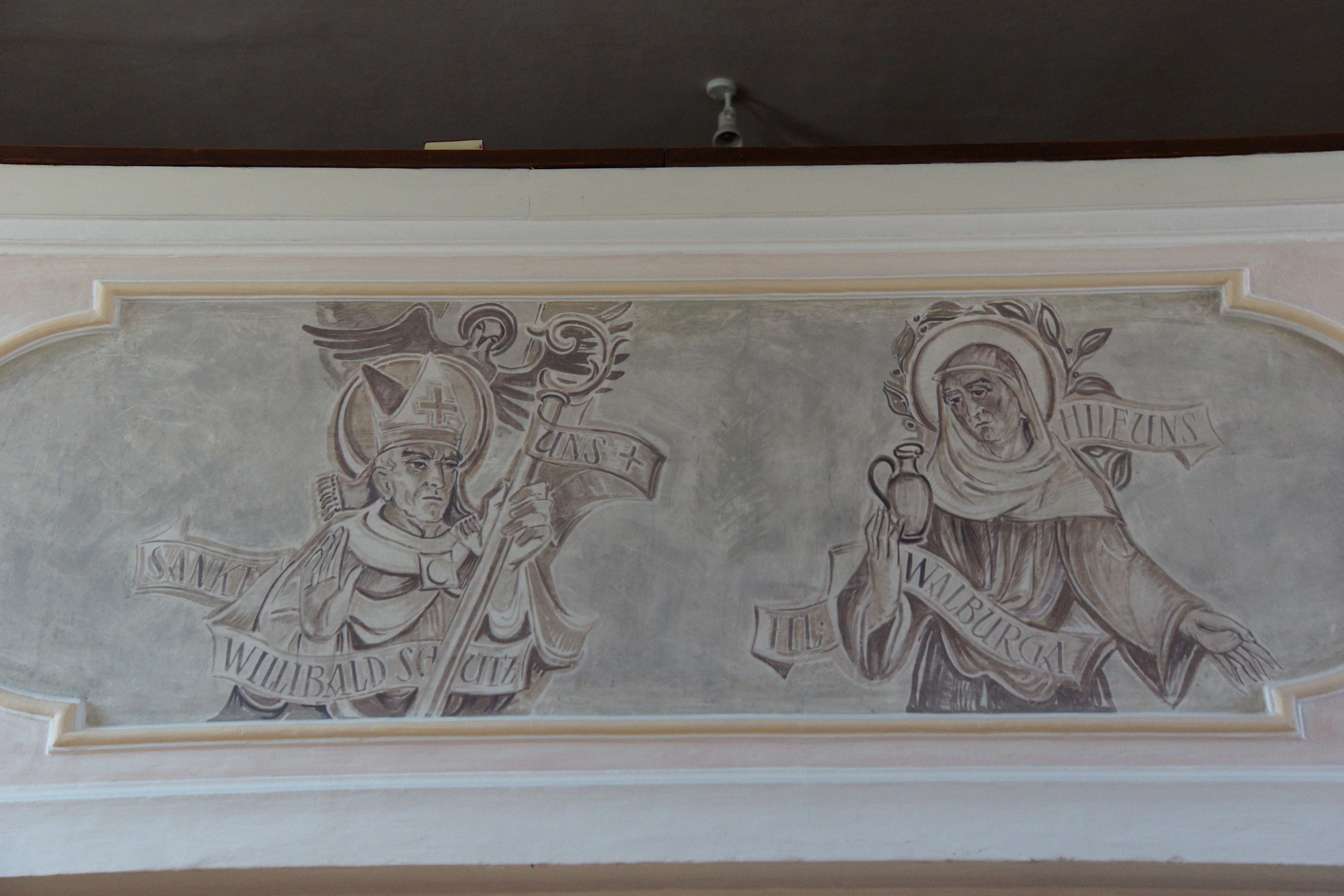
Fresko von St. Willibald und St. Walburga
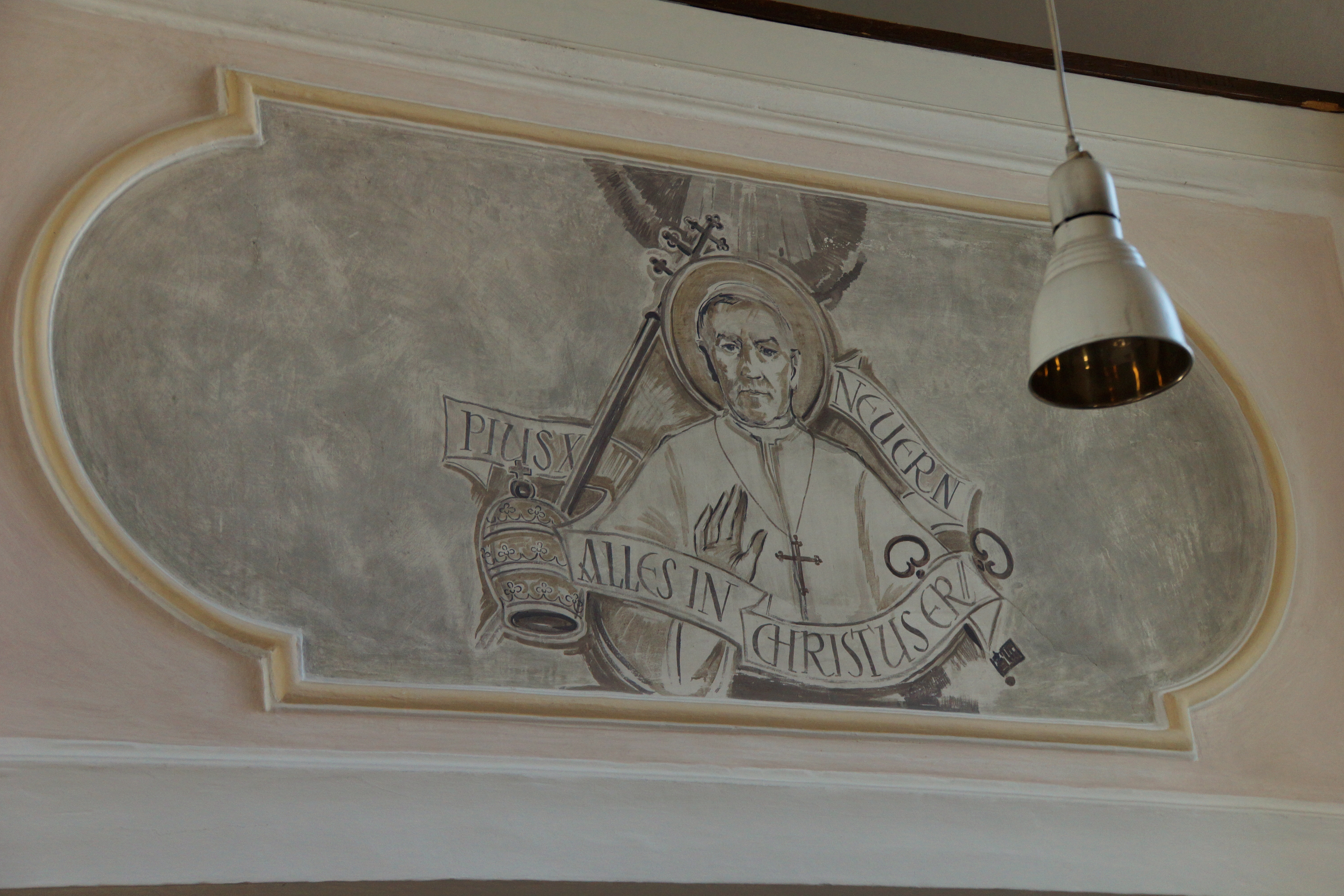
Fresko von Pius X.